# Жук Павло Анатолійович
Павло́ Анато́лійович Жук (1993—2022) — солдат Збройних сил України, учасник російсько-української війни. Повний кавалер ордена «За мужність».

## Життєпис
Народився 29 червня 1993 року в селі Пашківці Хмельницького району Хмельницької області. Закінчив місцеву школу. Після закінчення школи вступив до Кам'янець-Подільського ліцею з посиленою військово-фізичною підготовкою.
У 2011—2017 роках навчався на фізико-математичному факультеті в Кам'янець-Подільському національному університеті імені Івана Огієнка.
Працював вчителем фізики та інформатики в НВК № 4 міста Хмельницького.
У листопаді 2020 року звільнився з посади вчителя та почав проходити службу за контрактом у 15-му окремому гірсько-штурмовому батальйоні.
Загинув 2 жовтня 2022 року в районі села Осокорівка Херсонської області внаслідок важкого поранення.

## Нагороди
- орден «За мужність» I ступеня (1 травня 2025, посмертно) — за особисту мужність, виявлену у захисті державного суверенітету та територіальної цілісності України, самовіддане виконання військового обов'язку[1].
- орден «За мужність» II ступеня (27 травня 2022) — за особисту мужність і самовіддані дії, виявлені у захисті державного суверенітету та територіальної цілісності України, вірність військовій присязі[2].
- орден «За мужність» III ступеня (6 квітня 2022) — за особисту мужність і самовіддані дії, виявлені у захисті державного суверенітету та територіальної цілісності України, вірність військовій присязі[3].
- медаль «Захиснику Вітчизни» (9 січня 2023, посмертно) — за особисту мужність і самовідданість, виявлені у захисті державного суверенітету та територіальної цілісності України, вірність військовій присязі[4].

## Вшанування
Навчальний заклад, у якому працював Павло, назвали його іменем.
Присвоєно звання «Почесний громадянин Хмельницької міської територіальної громади».